# Ейнарм

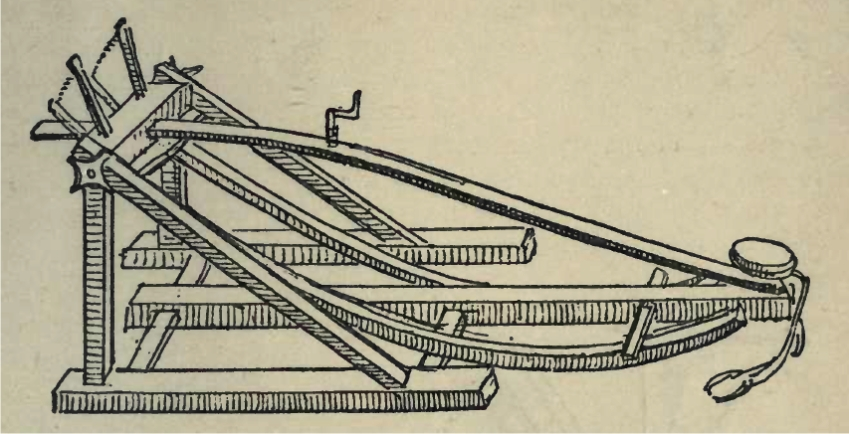
Легка катапульта (ейнарм) по малюнку Варфоломія Зейтблома з німецького міста Нердлінген, XV століття

Ейнарм (нім. Einarm — «однорукий») — середньовічний одноплечевий деформаційний тенсіонний каменемет. За зовнішнім виглядом нагадував онагр або мангонель, але принципова відмінність полягала у використанні дерев'яних дощок (за іншою версією — сталевих пластин) як пружного матеріалу. Завдяки цьому, зводячи довгий метальний важіль з допомогою ручного коловорота, обслуга машини прагнула того, що дві довгих пружних дошки вигиналися як гігантські некомпозитні луки, після чого накопичена потенційна енергія пружності деревини переходила в кінетичну енергію кинутого каменя.
Крім того, на відміну від традиційних одноплечевих торсіонних машин, ейнарм не мав характерної стопорної рами-упору, об яку ударявся б метальний важіль при досягненні положення в плюс-мінус 10° від вертикалі.

## Культурний вплив

### Кінематограф
- 12 випуск мультсеріалу «Ну, постривай!» (Неназвана схематично зображена метальна машина, схожа з ейнармом).

### Комп'ютерні ігри
- Комп'ютерна гра Ballerburg (фігурує під назвою «довгий Фріц»).